# Telescopi Ritchey-Chrétien

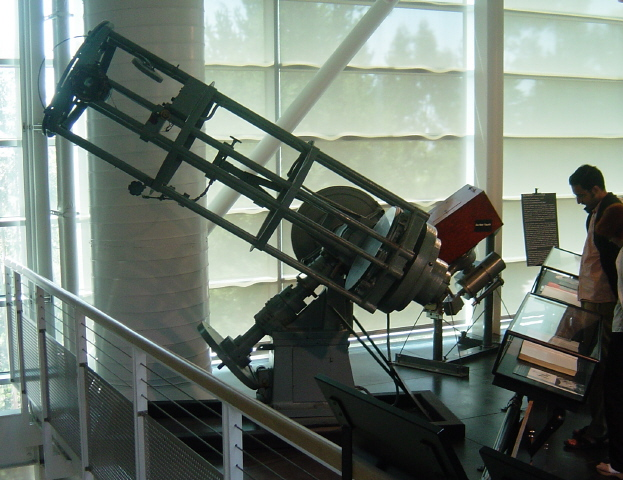
Telescopi reflector de 60 cm (24 polzades) de George Ritchey, el primer RCT que es va construir, més tard en exhibició al Centre de Ciències i de l'Espai Chabot (2004).

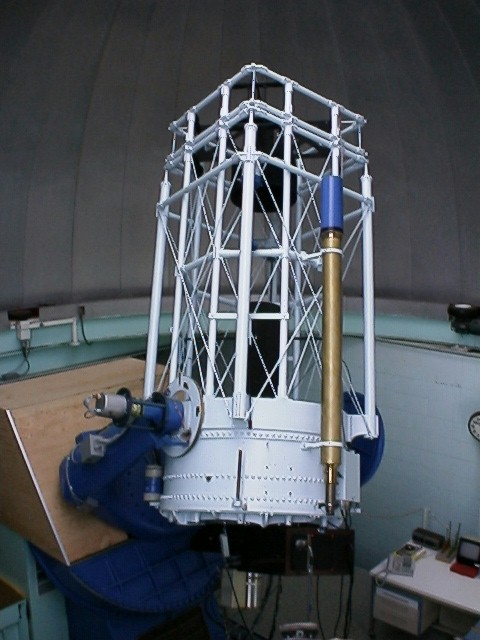
Telescopi de 100 cm (40 polzades) de Ritchey a l'Observatori Naval de l'estació de Flagstaff (EUA)

El telescopi Ritchey-Chrétien, o RCT per les seves sigles en anglès, és un telescopi Cassegrain especialment dissenyat per eliminar errors òptics (coma), proporcionant així un ampli camp de visió en comparació d'una configuració més convencional de telescopi de reflexió. Un RCT té miralls primari i secundari hiperbòlics.
Va ser inventat al principi de la dècada de 1910 per l'astrònom nord-americà George Willis Ritchey (1864-1945) i l'astrònom francès Henri Chrétien (1879-1956). Ritchey va construir el primer RCT reeixit, que tenia una obertura de diàmetre de 60 cm (24 polzades) el 1927 (per exemple, el reflector Ritchey de 24 polzades). El segon RCT va ser un de 102 cm (40 polzades), instrument construït per Ritchey per a l'Observatori Naval dels Estats Units, el qual es troba encara en funcionament a l'Observatori Naval de l'estació de Flagstaff.
El disseny de Ritchey-Chrétien està lliure de coma de tercer ordre i d'aberració esfèrica, malgrat que pateix de coma de cinquè ordre, astigmatisme sever de gran angle i una comparativament notòria curvatura de camp. Quan està enfocat a mig camí entre els plans focals sagital i tangencial els estels són mostrats com a cercles, per la qual cosa el RCT està ben adaptat per a observacions i fotografies de camp ampli. Igual que amb altres reflectors de configuració Cassegrain, el RCT té un conjunt òptic de tub molt curt i un disseny compacte per a una longitud focal determinada. El RCT ofereix un bon rendiment òptic fora de l'eix, però els aparells de mida amateur són relativament rars degut als alts costos de fabricació del mirall primari hiperbòlic; les configuracions Ritchey-Chrétien es troben més comunament en els telescopis d'alt rendiment professional.